# Untergruppenführer
Untergruppenführer fue un rango raro y de corta duración de las Sturmabteilung que existió durante unos pocos meses a finales de 1929 y 1930. El rango fue creado como una posición intermedia entre los rangos de SA-Oberführer y SA-Gruppenführer. El rango lo ocuparon aquellos Oberführer que fueron seleccionados para comandar las primeras brigadas de las SA formadas por primera vez en 1929. No había ninguna insignia prescrita para los que tenían el rango, y los Untergruppenführer seguían usando el uniforme de un SA-Oberführer.
El rango de Untergruppenführer fue reemplazado por el de SA-Brigadeführer en 1931, pero continuó como un título "ad hoc" en las SA hasta 1933.